# Надмошье
 Надмошье — деревня в Дмитровском районе Московской области, в составе сельского поселения Куликовское. Население — 33 чел. (2010). До 2006 года Надмошье входило в состав Зареченского сельского округа.

## Расположение
Деревня расположена на севере района, недалеко от границы с Тверской областью, примерно в 15 км к северо-западу от Дмитрова,, по левому берегу канала имени Москвы, высота центра над уровнем моря 137 м. Ближайшие населённые пункты — Паньково на западе, Участок № 7 на юго-востоке, на противоположном берегу канала и Мельчевка на юге.

## Население
| 2002 | 2006 | 2010 |
| ---- | ---- | ---- |
| 40   | ↘36  | ↘33  |

## История

### Административно-территориальная принадлежность
- 12 июля 1929 — 20 мая 1930 года — деревня Надмошского сельсовета Ленинского района Московской области РСФСР СССР.
- 20 мая 1930 — 27 февраля 1935 года — деревня Насадкинского сельсовета Дмитровского района Московской области РСФСР СССР.
- 27 февраля 1935 — 14 июня 1954 года — деревня Насадкинского сельсовета Коммунистического района Московской области РСФСР СССР.
- 14 июня 1954 — 7 декабря 1957 года — деревня Куликовского сельсовета Коммунистического района Московской области РСФСР СССР.
- 7 декабря 1957 — 20 августа 1960, 20 апреля 1961 — 1 февраля 1963, 11 января 1965 — 22 октября 1979 года — деревня Куликовского сельсовета Дмитровского района Московской области РСФСР СССР
- 20 августа 1960 — 20 апреля 1961 года — деревня Синьковского сельсовета Дмитровского района Московской области РСФСР СССР
- 1 февраля 1963 — 11 января 1965 года — деревня Куликовского сельсовета Дмитровского укрупнённого сельского района Московской области РСФСР СССР.
- 22 октября 1979 — 26 декабря 1991 года — деревня Зареченского сельсовета Дмитровского района Московской области РСФСР СССР
- 26 декабря 1991 — 3 февраля 1994 года — деревня Зареченского сельсовета Дмитровского района Московской области РФ.
- 3 февраля 1994 — 29 ноября 2006 года — деревня Зареченского сельского округа Дмитровского района Московской области РФ.
- 29 ноября 2006 — 6 июня 2018 года — деревня Куликовского территориального отдела Дмитровского района Московской области РФ.
- 6 июня — 2 июля 2018 года — деревня города Дмитров Дмитровского района Московской области РФ.
- с 2 июля 2018 года — деревня города Дмитров Московской области РФ.